# Charles Winslow
Charles Lyndhurst Winslow (Leamington, 1º agosto 1888 – Johannesburg, 15 settembre 1963) è stato un tennista sudafricano.

## Carriera
Ha conquistato tre medaglie olimpiche, a Stoccolma nel 1912 ha vinto il torneo di singolare superando il connazionale Harold Kitson mentre i due sono riusciti a vincere insieme il torneo di doppio.
Otto anni dopo, ad Anversa, viene eliminato in semifinale dal giapponese Ichiya Kumagae ottenendo così la medaglia di bronzo.
In Coppa Davis ha giocato tre incontri con la squadra sudafricana nel 1920 vincendone due.